# Abraham Voß
Sophus Abraham Voß (* 12. Februar 1785 in Eutin; † 13. November 1847 in Düsseldorf) war ein evangelischer Theologe, Pädagoge und Übersetzer.

## Leben
Abraham Voß war ein Sohn des Dichters und Übersetzers Johann Heinrich Voß und dessen Frau Ernestine, einer Schwester von Heinrich Christian Boie und Christian Rudolf Boie (1757–1795). Seine Brüder waren der Heidelberger Professor für Philologie Heinrich Voß, der Arzt Wilhelm Voss (1781–1840) und der Architekt Hans Voß. Abraham wurde nach Johann Abraham Peter Schulz benannt, einem Freund seines Vaters, der ihm 1800 seine Bücher- und Landkartensammlung vermachte. Am 20. Oktober 1802 immatrikulierte sich „Soph. Abrah. Voß, Holsatus“ an der Universität Jena, ab dem 24. Oktober 1805 setzte er sein Studium der Evangelischen Theologie und Klassischen Philologie in Heidelberg fort. Der Katalog seiner Bibliothek verzeichnet eigene Vorlesungsmitschriften von Christoph Gottlob Heinrich, Friedrich August Wolf, Johann Philipp Gabler, Johann Jakob Griesbach in Jena oder Carl Daub in Heidelberg. Voß fertigte sich auch Kopien von Kollegnachschriften auswärtiger  Professoren an (Johann Matthias Schröckh, Wittenberg 1804, oder Gabriel Gottfried Bredow, Helmstedt Sommer 1806).
Nach dem Studium war Voß Hauslehrer im Institut von Caroline Rudolphi in Heidelberg. Von 1810 bis 1821 war er als Gymnasiallehrer in Rudolstadt Kollege von Bernhard Rudolf Abeken. 1821 wurde er Oberlehrer am Königlich-Preußischen Gymnasium Kreuznach (heute Gymnasium an der Stadtmauer), später Gymnasialprofessor. Während einer Vakanz des Direktorats leitete er 1833/34 die Schule. Sein früherer Vorgesetzter, der Gründungsdirektor des Kreuznacher Gymnasiums, Gerd Eilers (1788-1863), der 1833 als Regierungsrat nach Koblenz  befördert wurde, hatte zwar bei dem Vater, Johann Heinrich Voß, in Heidelberg studiert, war jedoch mit dem Sohn wegen dessen laxer Dienstauslegung nicht zufrieden.
Er starb 1847 in Düsseldorf, als er seinen Sohn besuchte, den Buchdrucker Hermann Voß (1817–1897).
Voß gab viele der Werke seines Vaters heraus und war Mitarbeiter an dessen neunbändiger Übersetzung der Dramen von William Shakespeare (1564–1616). Von Abraham Voß stammen die Übersetzungen von Maß für Maß, Koriolanus, Antonius und Cleopatra sowie Troilus und Cressida; an weiteren Übersetzungen arbeitete er schon in seiner Studentenzeit mit. 1826 bemühte er sich im Namen der Familie bei der badischen Regierung um ein mehrjähriges Privileg gegen den Nachdruck und gegen den Verkauf der Nachdrucke von Werken seines in Heidelberg verstorbenen Vaters. Auch um den literarischen Nachlass seines Bruders Heinrich (Herausgabe des Briefwechsels von Heinrich Voß u. a. mit Jean Paul) und von Caroline Rudolphi machte er sich verdient.
Voß’ Bibliothek (Bibliotheca Vossiana) mit 898 Bänden und Manuskripten wurde 1850 von seiner Witwe Maria und seinen Kindern dem Königlichen Gymnasium in Düsseldorf (heute Görres-Gymnasium) übereignet. Hermann Voß übergab 1852 der Großherzoglichen Öffentlichen Bibliothek in Eutin eine Sammlung von Briefen an Johann Heinrich und Abraham Voß.
Abraham Voß war ein Freund von August Heinrich Hoffmann von Fallersleben (1798–1874), der ihn 1844 in Kreuznach besuchte und nach seinem Tod 1847 einen Lebenslauf für seinen Sohn verfasste. Voß hatte Fallersleben ein handschriftliches Exemplar des Bundesbuchs (1772/73) des Göttinger Hainbunds gezeigt und zur Veröffentlichung angeboten; diese Lyriksammlung wurde allerdings erstmals 2006 vollständig ediert. Voß stand in regem Briefwechsel mit Familienmitgliedern und Verlegern und unter anderem mit Klamer Eberhard Karl Schmidt (1746–1824), Heinrich Eberhard Gottlob Paulus (1761–1851), Jean Paul (1763–1825), Charlotte von Schiller (1766–1826), Heinrich Karl Eichstädt (1772–1848), Christian Friedrich Winter (1773–1858), Ludwig Friedrich Hesse (1783–1867), Amalie Schoppe (1791–1858), Joachim Dietrich Gottfried Seebode (1792–1868), Joseph von Radowitz (1797–1853), Eduard Gessner (1799–1862), Caroline Friederike Luise Schiller, verh. Junot (1799–1850), Carl Künzel (1808–1877), Alexander Ecker (1816–1887) und Cäsar von Witzleben (1823–1882).

## Familie
Abraham Voss heiratete 1812 in Heidelberg seine frühere Schülerin Gesine Marie Heymann (1791–1861), Tochter des britischen Konsuls Herrmann Heymann (1754–1810), Besitzer von Gut Hodenberg, und dessen Frau (⚭ 1785) Metta Christina Schacht aus Bremen. Ihre Kinder waren:
1. Johann Heinrich Voß (* 1814),
2. Marie Ernestine Voß (1816–1873), verheiratet mit dem badischen Pfarrer Georg Friedrich Eduard Engler (1806–1873) in Hauingen, der 1852 wegen Beteiligung an revolutionären Umtrieben nach Tegernau versetzt wurde, später in Gutach,
3. Gustav Hermann Voß (1817–1897), Besitzer der Wolfschen Buchdruckerei in der Ritterstraße 11 (Aremberger Hof) in Düsseldorf[10]. Hermann Voß nahm an der Ersten National-Buchdrucker-Versammlung Juni 1848 in Mainz teil, distanzierte sich aber von den dort gefassten Beschlüssen[11], Königlicher Hof-Buchdrucker, verlegte bzw. druckte Texte für u. a. Felix Mendelssohn Bartholdy (1809–1847), Robert Schumann (1810–1856), Anton Joseph Binterim (1779–1855), Theodor Joseph Lacomblet (1789–1866), Gotthilf Heinrich von Schubert (1780–1860), Theodor Fliedner (1800–1864) und Rudolf Wiegmann (1804–1865), meldete 1865 Konkurs an und ließ einen Teil des Vossischen Nachlasses versteigern, um nach Amerika auszuwandern, gestorben in Düsseldorf; Druckerei und Verlag in Düsseldorf wurden von seinen Kindern Henriette Ernestine Luise (* 1844) und Johannes Heinrich Eduard Voß (1847–1923) bis 1924 unter der Firma L. Voß & Co. (noch 1930/31 „Buchdruckerei in Konkurs“) weitergeführt,
4. Karl Voß,
5. Bertha Luise Voß († nach 1882), verheiratete mit Rentmeister Roth († vor 1882) in Münster am Stein,
6. Maria Magdalena Xanthi Voß (* 1823; † nach 1882), heiratete 1854 in Tegernau den Bonner Privatdozenten für Chemie Carl Heinrich Detlev Boedeker (1815–1895) aus Hannover, lebte später in Göttingen,
7. Henriette Thaddea Voß (1830–1899), heiratete 1851 in Düsseldorf den Konsul und Kaufmann Georg Wilhelm Krüger (1810–1889) aus Bremen, Mutter des Kirchenhistorikers Gustav Krüger (1862–1940),
8. Wilhelm Eduard Theodor Voss (1836–1910), 1865/66 nach Amerika ausgewandert. Eduard Voss war Pfarrer in Washington / Missouri, Wheeling / West Virginia und ab etwa 1877/78 in Cincinnati, Hamilton / Ohio

## Werke
- Shakspeare’s Schauspiele. Mit Erläuterungen, von Johann Heinrich Voss und dessen Söhnen Heinrich Voss und Abraham Voss, 9 Bände. F. A. Brockhaus, Leipzig 1818–1829
- Ueber einige Stellen des Horaz. In: (Einladungsschrift) Zu den öffentlichen Prüfungen, welche … 1827 mit den Schülern des Königl. Gymnasiums zu Kreuznach angestellt werden sollen. E. J. Henß, Kreuznach 1827, S. 1–13 (Google-Books)
- Bemerkungen zu den zwei ersten Büchern der Aeneis. In: Programm des Königlichen Gymnasiums Kreuznach 1832, hrsg. von Karl Hoffmeister. Johann Friedrich Kehr, Kreuznach 1832, S. 1–13 (Digitalisat im Internet Archive)
- Freie Nachbildung einiger Metamorphosen des Ovid. F. H. Evler, Mainz 1844 (Google-Books)
- Deutschlands Dichterinnen (Von 1500 bis 1846). In chronologischer Folge. Vollmann und Schmidt / Julius Buddeus, Düsseldorf 1847 (Google-Books)

Herausgeber
- Briefe von Johann Heinrich Voß, Bd. III/1-2. Carl Brüggemann, Halberstadt 1832 (Google-Books) und (Google-Books)
- Briefe von Heinrich Voß, Bd. I Briefwechsel zwischen Heinrich Voss und Jean Paul; Bd. II Briefe von Heinrich Voss an Christian von Truchseß. Mittheilungen über Göthe und Schiller in Briefen; Bd. III Aus dem Leben von Heinrich Voss. Briefe an Verschiedene. Ernstes und Heiteres aus dem Nachlaß. Christian Friedrich Winter, Heidelberg 1833, 1834 und 1838 (Google-Books), (Google-Books) und (Google-Books)
- Schriftlicher Nachlass von Caroline Rudolphi. Jakob Christian Benjamin Mohr, Heidelberg 1835 (Google-Books)
- Homers sämmtliche Werke, Bd. I. Ilias; Bd. II Odyssee, übersetzt von Friedrich Leopold zu Stolberg-Stolberg, Johann Heinrich Voss und Heinrich Voss. Immanuell Müller, Leipzig 1843